# Desintoxicación
Se denomina desintoxicación a la remoción fisiológica o medicinal de substancias tóxicas de un organismo vivo, incluido el cuerpo del ser humano, lo cual es en gran medida realizado por el hígado. Adicionalmente, el término puede hacer referencia a un periodo de abstinencia de consumo de drogas durante el cual un organismo regresa a un estado de homeostasis luego de un tiempo prolongado de uso de substancias adictivas. En el ámbito de la medicina, la desintoxicación se puede realizar mediante la descontaminación del veneno ingerido y el uso de antídotos como también mediante técnicas tales como el diálisis y (en número limitado de casos) la terapia de quelación.
Numerosos especialistas en medicina alternativa promueven diversos tipos de desintoxicaciones tales como dietas de desintoxicación. Algunos científicos han calificado a estos tratamientos como una "pérdida de tiempo y dinero". Sense About Science, una organización sin fines de lucro de Gran Bretaña, determinó que no existe evidencia que sustente la eficacia de tales dietas de desintoxicación.

## Tipos

### Desintoxicación del alcohol
La desintoxicación del alcohol es un proceso por medio del cual el sistema de un gran bebedor es llevado a parámetros normales luego de haber estado acostumbrado a tener alcohol de manera ininterrumpida por un periodo prolongado. La adición importante al alcohol produce un desajuste en los receptores de neurotransmisores GABA. La interrupción repentina de una adicción prolongada al alcohol sin una adecuada gestión médica del proceso puede producir importantes problemas de salud y puede ser fatal. La desintoxicación del alcohol no es un tratamiento para el alcoholismo. Luego de la desintoxicación, la persona enferma se debe someter a otros tratamientos para ayudar a resolver los problemas subyacentes que produjeron el uso del alcohol.

### Desintoxicación de drogas
Los médicos utilizan la desintoxicación de drogas para reducir o aliviar los síntomas de la abstinencia a las drogas mientras intentan ayudar a los individuos adictos a ajustarse a vivir sin usar drogas; la desintoxicación de drogas no tiene por objetivo tratar la adicción, sino que constituye un primer paso en un tratamiento prolongado. La desintoxicación se puede realizar sin recurrir a medicamentos o se pueden utilizar medicamentos como parte del tratamiento. A menudo la desintoxicación de drogas y el tratamiento se realizan en el ámbito de un programa comunitario que dura varios meses y se desarrolla en ambiente residencial en vez de en un centro médico. La terapia más efectiva contra los opiáceos dura sin embargo solo 24 horas y no produce síndrome de abstinencia: el clorhidrato de ibogaína.
La desintoxicación de drogas varía dependiendo sobre donde se realice el tratamiento, pero la mayoría de los centros de desintoxicación brindan tratamientos para evitar los síntomas de abstinencia de la ingesta de alcohol y otras drogas. La mayoría incluye counseling y terapia durante la desintoxicación para ayudar con las consecuencias de la abstinencia.
La desintoxicación de drogas además de reducir o aliviar los síntomas de la abstinencia requiere de la limpieza de sistema que está intoxicado por sustancia destructivas. El tratamiento se debe realizar con substancias que no deben ser derivados de la droga que ha producido tal intoxicación.

### Desintoxicación metabólica
El metabolismo de un animal puede producir substancias dañinas que pueden hacer menos tóxicas mediante reducción, oxidación (denominadas reacciones redox), conjugación y excreción de moléculas de células o tejidos. Ello es denominado metabolismo xenobiótico. Las enzimas que desempeñan un rol importante en el metabolismo de desintoxicación son Citocromo P450, Glucuroniltransferasa, y glutathione S-transferases. Estos procesos han sido muy estudiados como parte del metabolismo de las drogas, ya que los mismos influyen sobre la farmacocinética de una droga en el cuerpo.

### Medicina alternativa
Ciertas prácticas de medicina alternativa sostienen que permiten eliminar "toxinas" del cuerpo mediante tratamientos a base de hierbas, electricidad o electromagnetismo. Estos no indican cuáles son las toxinas que tratan y sus aseveraciones no se encuentran sustentadas científicamente, todo lo cual hace dudar de la validez de dichas aseveraciones. Existe poca evidencia sobre la acumulación de toxinas en estos casos, ya que el hígado y los riñones naturalmente eliminan y excretan muchas substancias tóxicas incluidos residuos metabólicos. Según esta teoría, si las toxinas son liberadas demasiado rápido sin ser eliminadas en forma segura (como por ejemplo si se metabolizan grasas que almacenan toxinas) estas pueden dañar el cuerpo. Las terapias incluyen duchas de contraste, almohadillas plantares de desintoxicación, oil pulling, terapia Gerson, piedras de serpiente, purificación corporal, el Purification Rundown de la Cienciología, ayuno de agua, y terapia metabólica.